# Umbrărești
Umbrărești est une commune du județ de Galați en Roumanie.